# Биндер, Николас
Николас Биндер (нем. Nicolas Binder; родился 13 января 2002 года, Вена, Австрия) — австрийский футболист, нападающий нидерландского клуба «Камбюр».

## Клубная карьера
Биндер — воспитанник клуба «Унион Мауэр». В 2009 он присоединился к молодежной академии «Рапид Вена», где играл за все возрастные группы. С 2019 года начал играть за вторую команду. 24 января 2020 года подписал свой первый профессиональный контракт с клубом «Рапид», сроком на 2 года. В сентябре 2020 года получил травму, из-за которой не играл около 4 месяцев.
10 апреля 2022 года дебютировал в австрийской Бундеслиги, выйдя на замену, в матче против «Вольфсберга».
27 января 2023 года заключил трехлетний контракт с клубом «Аустрия Клагенфурт».12 февраля дебютировал против «Аустрия Вена», выйдя на поле на 75-й минуте.
Летом 2025 года перешёл в нидерландский «Камбюр», подписав двухлетний контракт до середины 2027 года с возможностью продления ещё на год.

## Международная карьера
Выступал в сборной Австрии различных возрастов. Принимал участие в матчах сборной до 16 лет, до 17 лет и до 18 лет.

## Статистика
| Выступление        | Выступление       | Выступление      | Лига | Лига | Кубок | Кубок | Итого | Итого |
| Клуб               | Лига              | Сезон            | Игры | Голы | Игры  | Голы  | Игры  | Голы  |
| ------------------ | ----------------- | ---------------- | ---- | ---- | ----- | ----- | ----- | ----- |
| → Рапид Вена II    | Региональная лига | 2018/19          | 5    | 0    | —     | —     | 5     | 0     |
| → Рапид Вена II    | Региональная лига | 2019/20          | 1    | 0    | —     | —     | 1     | 0     |
| → Рапид Вена II    | Вторая лига       | 2020/21          | 15   | 0    | —     | —     | 15    | 0     |
| → Рапид Вена II    | Вторая лига       | 2021/22          | 20   | 4    | —     | —     | 20    | 4     |
| → Рапид Вена II    | Итого             | Итого            | 41   | 4    | —     | —     | 41    | 4     |
| Рапид Вена         | Бундеслига        | 2021/22          | 7    | 1    | —     | —     | 7     | 1     |
| Рапид Вена         | Итого             | Итого            | 7    | 1    | —     | —     | 7     | 1     |
| → Рапид Вена II    | Вторая лига       | 2022/23          | 16   | 7    | —     | —     | 16    | 7     |
| → Рапид Вена II    | Итого             | Итого            | 16   | 7    | —     | —     | 16    | 7     |
| Аустрия Клагенфурт | Бундеслига        | 2022/23          | 9    | 0    | 1     | 0     | 10    | 0     |
| Аустрия Клагенфурт | Итого             | Итого            | 9    | 0    | 1     | 0     | 10    | 0     |
| Всего за карьеру   | Всего за карьеру  | Всего за карьеру | 73   | 12   | 1     | 0     | 74    | 12    |